# Andrew Johns
Andrew Johns (Peterborough, 23 de setembro de 1973) é um triatleta profissional britânico. 

## Carreira

### Olimpíadas
Andrew Johns disputou os Jogos de Sydney 2000, não completou a prova. 
Terminou em 16º em Atenas 2004.